# 第404飛行隊 (航空自衛隊)
第404飛行隊（だい404ひこうたい、JASDF 404th Tactical Airlift Tanker Squadron）は、航空自衛隊航空支援集団第1輸送航空隊隷下の空中給油・輸送機部隊である。小牧基地に所属し、KC-767空中給油・輸送機4機を運用している。

## 概要

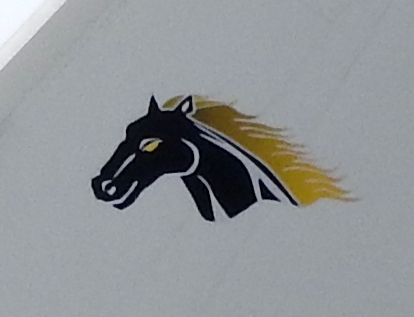
第404飛行隊部隊マークの馬

第404飛行隊は、航空自衛隊初の空中給油機部隊として2009年（平成21年）3月26日に小牧基地第1輸送航空隊隷下で新編された。
部隊マークは精悍な顔付きの馬をデザインしたもので、同隊が所在する小牧市が古来より馬市が盛んだった土地柄に由来している。

## 沿革
- 2009年（平成21年）3月26日 - 小牧基地において第404飛行隊新編[1]。
- 2010年（平成22年）4月1日 - KC-767運用開始[2]。
  - 8月22日～8月26日 - ハイチPKO派遣に伴うKC-767初の国外運航任務実施[2][3]。
- 2012年（平成24年）7月7日～7月8日 - イギリスで開催のロイヤルインターナショナルエアタトゥーに航空自衛隊機として初参加。
- 2013年（平成25年）2月4日～2月15日 - コープノース・グアムに参加[4]。
  - 11月12日～12月20日 - フィリピンでの台風30号被害における自衛隊フィリピン派遣でフィリピン国際緊急援助統合任務部隊として輸送活動に従事[2][5]。
- 2014年（平成26年）7月11日～7月13日 - イギリスで開催のロイヤルインターナショナルエアタトゥーに航空自衛隊機として2度目の参加。
  - 12月6日～12月11日 - 西アフリカにおけるエボラ出血熱の流行に対する国際緊急援助活動として物資輸送[2][6]。
- 2017年（平成29年）1月30日～3月19日 - コープノース・グアム17に参加[7]。
  - 5月25日～7月1日 - アメリカ空軍演習レッドフラッグ・アラスカ（英語版）に参加[8][9]。
  - 7月10日 - KC-767がアラブ首長国連邦へ寄航し、アラブ首長国連邦空軍（英語版）と部隊間交流を実施[10]。
  - 7月14日〜7月16日 - イギリスで開催のロイヤルインターナショナルエアタトゥーに航空自衛隊機として3度目の参加[11]。
  - 7月17日 - KC-767がカナダへ寄航し、カナダ空軍と部隊間交流を実施[12]。
  - 9月3日 - オーストラリア空軍第33飛行隊（英語版）とシスタースコードロン締結[13]。
- 2018年（平成30年）1月19日 - KC-767がタイ王国へ寄航し、タイ空軍と部隊間交流を実施[14]。
  - 5月28日～6月30日 - アメリカ空軍演習レッドフラッグ・アラスカ18-2に参加[15]。
- 2019年（平成31年）2月7日～3月19日 - グアムにおける日米豪共同訓練に参加[16][17]。
  - 2019年（令和元年）5月27日～6月29日 - アメリカ空軍演習レッドフラッグ・アラスカ19-2に参加[18][19]。

## 歴代運用機
- 空中給油・輸送機
  - KC-767（2009年～）

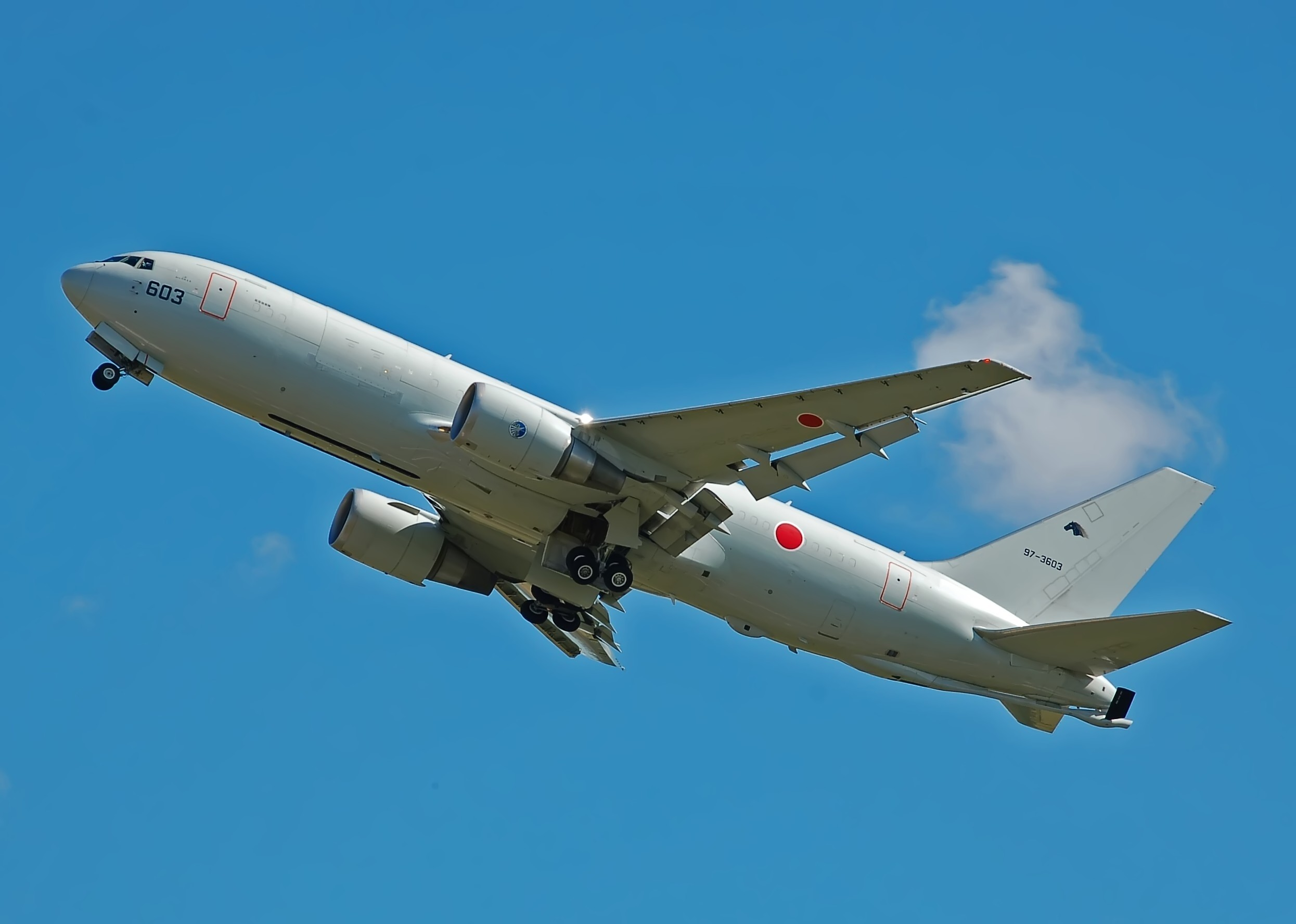
KC-767J